# 王家峰墓群
37°50′08″N 112°36′44″E / 37.83569°N 112.61212°E
王家峰墓群，位于中国山西省太原市郝庄乡，全国重点文物保护单位。
王家峰墓群共有三座南北朝时期墓葬，徐显秀墓是保存最完整的一座。其为夯筑封土堆，随葬品大部分发现于墓室墓室壁画保存完整，为北朝晚期民族文化交融的文化风格，具有历史研究意义。